# شمعدان

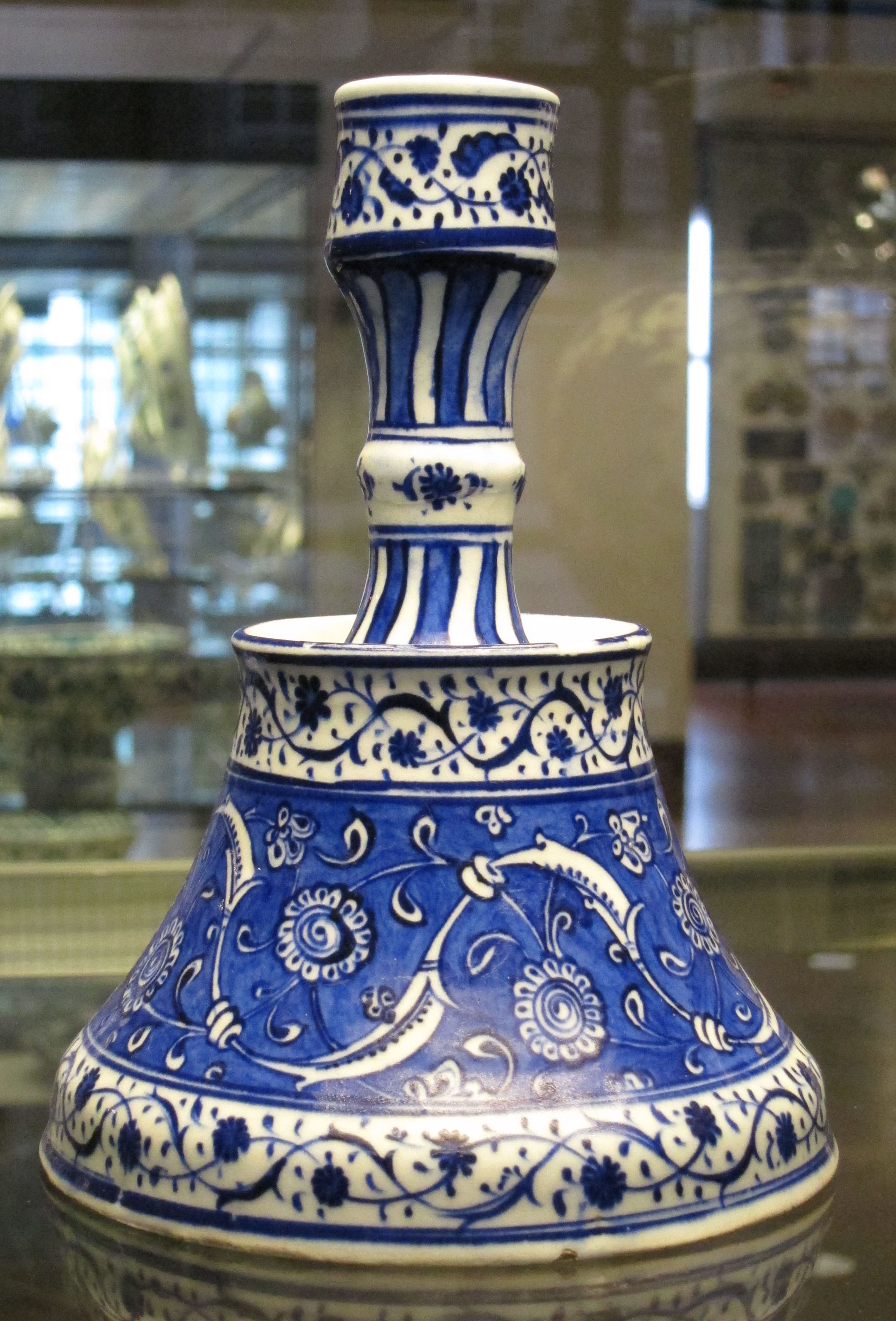
شمعدان من الخزف العثماني

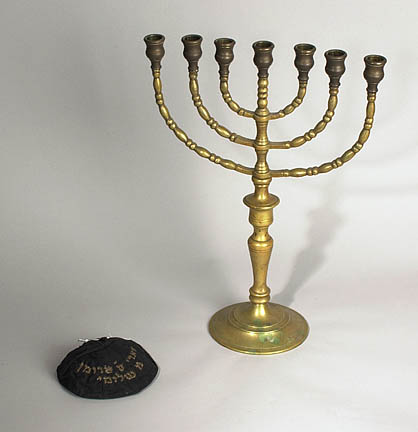
شمعدان عبري

الشمعدان (بالفارسية: شمعدان) مقابله العربيُّ المَاثِلَةٌ هو حامل الشموع يصنع من مواد مختلفة وبأشكال عديدة بعض هذه الشمعدانات ثمين للغاية من حيث المادة المصنوع منها أو لندارته وتاريخ صنعه وقدمه.
حيث قد يصنع من الحجر المحفور أو من النحاس أو الفضة وقد يكون محفورا أو منقوشا أو من الخشب المطعم، وقد يكون مخصصا لحمل شمعة واحدة أو لعدة شموع.
بعض الشمعدانات لها مدلول ورمز خاص لطائفة بعينها كما هو الذي يستخدم في الطقوس اليهودية.